# شجاع‌ترین مرد دنیا
«شجاع‌ترین مرد دنیا» آلبومی از هنرمند اهل ایالات متحده آمریکا بابی وومک است که در سال ۲۰۱۲ میلادی منتشر شد.